# اوتخو
اوتخو (به اسپانیایی: Utkhu) یک کوه در پرو است که در Peru, Apurímac Region واقع شده‌است. اوتخو ۴٬۸۰۰ متر بالاتر از سطح دریا واقع شده‌است.